# بید کوریاناگی
بید کوریاناگی (نام علمی: Salix koriyanagi) نام یک گونه از سرده بید است.